# HD 93244
HD 93244，又名BD+07 2356，SAO 118483、HR 4207，是一颗恒星，视星等为6.37，位于銀經242.08，銀緯53.72，其B1900.0坐标为赤經10h 40m 53.3s，赤緯+6° 53.72′ 1″。